# Ebenthal

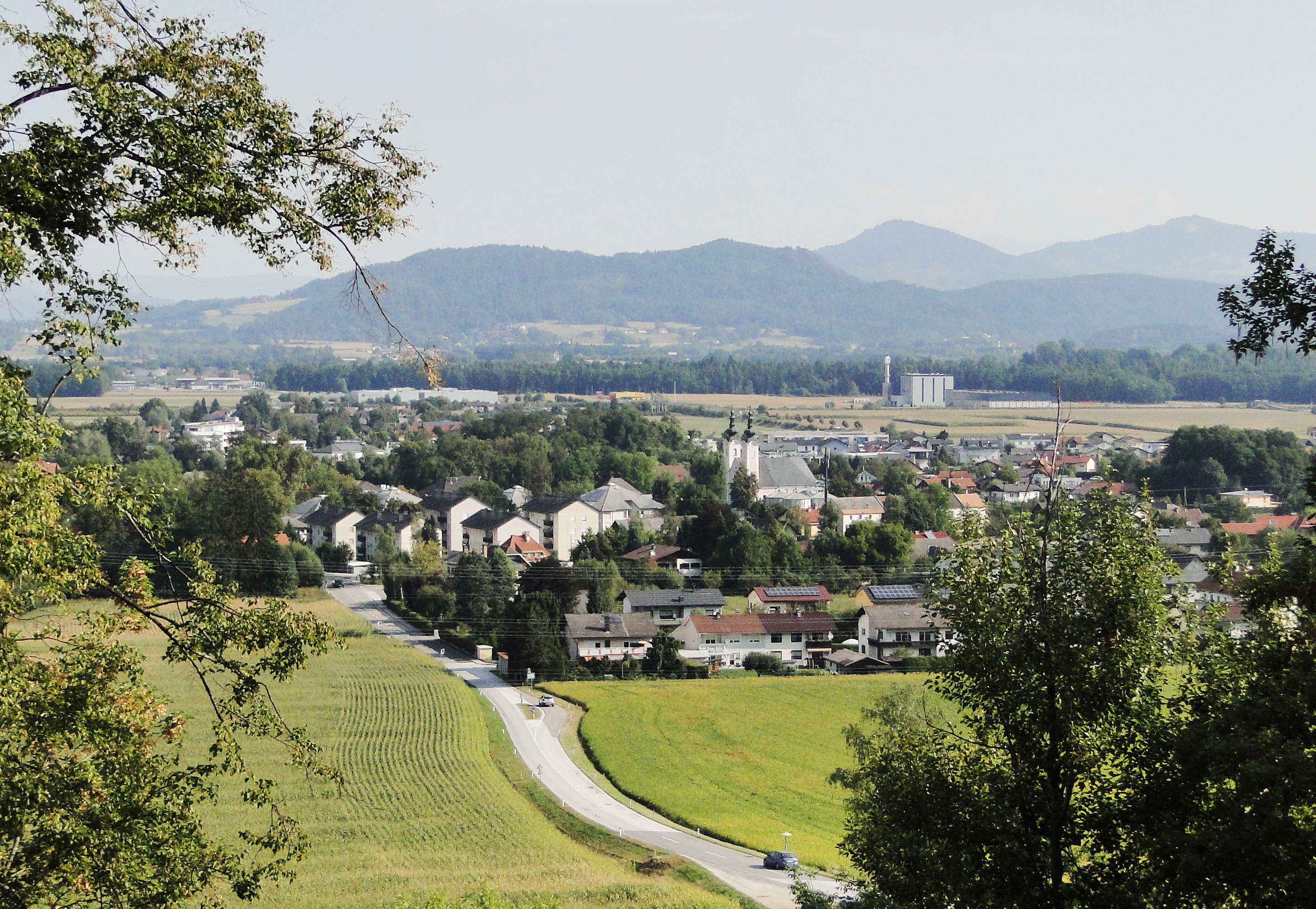
Ebenthal

Ebenthal (Žrelec, em esloveno) é uma cidade localizada no distrito de Klagenfurt-Land, em Caríntia, Áustria. 